# Pelé
»Pelé« (s pravim imenom Edson Arantes do Nascimento), brazilski nogometaš, * 23. oktober 1940, Três Corações, Brazilija, † 29. december 2022, São Paolo, Brazilija.
Po splošnem prepričanju je veljal za enega izmed najboljših nogometašev vseh časov. Eden najbolj vsestranskih vezistov in napadalcev. Zanj je bila značilna usklajena igra z obema nogama, izvrstni zaključki, izredno preigravanje in podaje pa tudi za napadalnega igralca nepričakovano dobra obrambna igra. Znan je bil tudi po hitrosti in moči njegovih strelov. V svoji karieri je Pelé zadel več kot tisoč golov in z brazilsko državno reprezentanco osvojil tri naslove svetovnega prvaka. Zanjo je igral 97 tekem in dosegel 77 zadetkov. Od leta 1977, ko je zaključil svojo kariero profesionalnega nogometaša, je deloval kot športni ambasador.

## Dosežki

### Klub
- Santos  Uradne tekme
  - Campeonato Paulista: 1958, 1960, 1961, 1962, 1964, 1965, 1967, 1968, 1969 in 1973
  - Turnir Rio-São Paulo: 1959, 1963 in 1964
  - Turnir Roberto Gomes Pedrosa: 1968
  - Taça Brasil: 1961, 1962, 1963, 1964 in 1965
  - Copa Libertadores: 1962 in 1963
  - Interkontinentalni pokal: 1962 in 1963
  - South-American Recopa: 1968
  - Intercontinental Recopa: 1968
- New York Cosmos
  - NASL prvenstvo: 1977

### Državna reprezentanca
- Brazilija
  - Svetovno prvenstvo v nogometu:
    - Zmage (3): 1958, 1962, 1970
    - Nastopi (4): 1958, 1962, 1966, 1970

  - Roca Cup:
    - Zmagovalec (2): 1957, 1963

### Posamezne nagrade
- Santos
  - Campeonato Paulista top strelec (11): 1957-1965, 1969, 1973.

- FIFA - nagrada Zlata žoga za najboljšega igralca:1970
- Športnik stoletja, izglasovan, Francija, časopis L'Equipe: 1981
- Športnik stoletja, izvoljen MOK (Mednarodni olimpijski komite): 1999
- Športnik stoletja, agencija Reuters: 1999
- UNICEF - Nogometaš stoletja: 1999
- FIFA - Nogometaš stoletja : 2000

V decembru 2000 sta si Pelé in Diego Maradona razdelila nagrado  FIFA Nogometaš stoletja. Nagrado so nameravali podeliti zmagovalcu internetnega glasovanja, toda, ko je postala očitna Maradonina prednost, so se številni pritožili čez sistem, ki favorizira mlajšega, Maradono, saj večina, predvsem mlajši glasovalci niso nikoli videli igrati Peleja. FIFA je zato sestavila komite, ki se je odločil za Peleja. Zaradi neodločenosti, saj je Maradona vseeno zmagal po glasovanju, so se odločili, da nagrado podelijo obema.
- Nogometaš stoletja, izvoljen, Nogometna Zlata žoga : 1999
- Nogometaš 20. stoletja,  IFFHS Mednarodna federacija za nogometno zgodovino in statistiko: 1999
- Južnoameriški nogometni igralec stoletja, IFFHS Mednarodna federacija za nogometno zgodovino in statistiko: 1999
- BBC Sports nagrade - osebnost leta: 1970
- BBC Sports nagrade - Nagrada za življenjsko delo: 2005